# Weißbach (Uhlstädt-Kirchhasel)
Weißbach ist ein Ortsteil der Gemeinde Uhlstädt-Kirchhasel im Landkreis Saalfeld-Rudolstadt in Thüringen.

## Lage
Der Ort Weißbach liegt rechts der Saale gleich nach dem Dorfausgang von Weißen etwa 9 km von Rudolstadt entfernt in einem nach Süden verlaufenden langgestreckten Seitental des Saaletals. Das Straßendorf liegt inmitten von Wäldern und Heide 230 m über NN. 105 Personen bewohnen das Dörfchen mit einer 1834 gebauten idyllisch gelegenen Kirche. Die einstige Feldmark des Ortes ist kaum traktorengängig. Der Boden liegt meist auf Buntsandsteinverwitterung.
Nachbarorte sind nördlich Weißen mit Oberkrossen, westlich Etzelbach.

## Geschichte
Die urkundliche Ersterwähnung datiert vom 6. April 1498.

## Sohn des Dorfes
- Constantin Sorger (1829–1877), Oberbürgermeister von Gera